# Frederik Gottlieb Sporon
Frederik (Friderich) Gottlieb Sporon (født 1. maj 1749 i Køge, død 31. januar 1811 i København) var en dansk højesteretsassessor, bror til Benjamin Georg Sporon og far til Poul Egede Sporon.
Han var søn af rektor, magister, senere titulær professor Nicolai Sporon og Elisabeth Kirstine Holmer, blev 1764 student fra Køge, 1767 cand.theol., studerede 1772-74 ved universitetet i Göttingen, blev 1776 cand.jur., 1777 surnumerær assessor i Hof- og Stadsretten, 1778 tillagt gage, 1782 assessor i Højesteret, 1802 virkelig etatsråd, 20. februar 1810 afskediget med fuld gage i pension, og samme måned ekstraordinær assessor i Højesteret. 4. marts 1782 blev Sporon medlem af det norske Videnskabernes Selskab og 1791 direktør for Budolphi Kloster; 1801 medlem af Overadmiralitetsretten. Sporon, der var en i flere retninger litterært interesseret mand, døde i København 31. januar 1811.
Han ægtede 3. maj 1784 i Helligåndskirken Karen Egede (1. oktober 1754 i København – 25. januar 1799 sammesteds), (gift 1. gang 3. december 1772 med slotspræst og præst ved Vajsenhuset Bendix Krøll, 1735-1782), datter af præst ved Vartov, senere titulær pofessor, docent ved det grønlandske seminarium, senest titel og rang som biskop over den grønlandske mission Poul Egede og 2. hustru Marie Kirstine Thestrup.